# Trafoi-völgy
A Trafoi-völgy olaszországi völgy, amely elnevezését az Ortles-Alpokban, a Stelvio-hágó (Stilfser Joch) magasságában eredő azonos nevű gleccserfolyóról nyerte. A völgy nevezetességét az itteni táji környezet és az ezen a helyen megépített, 54 hajtűkanyaros Stelvio-hágóút (SS 38) együttes megjelenése képezi.

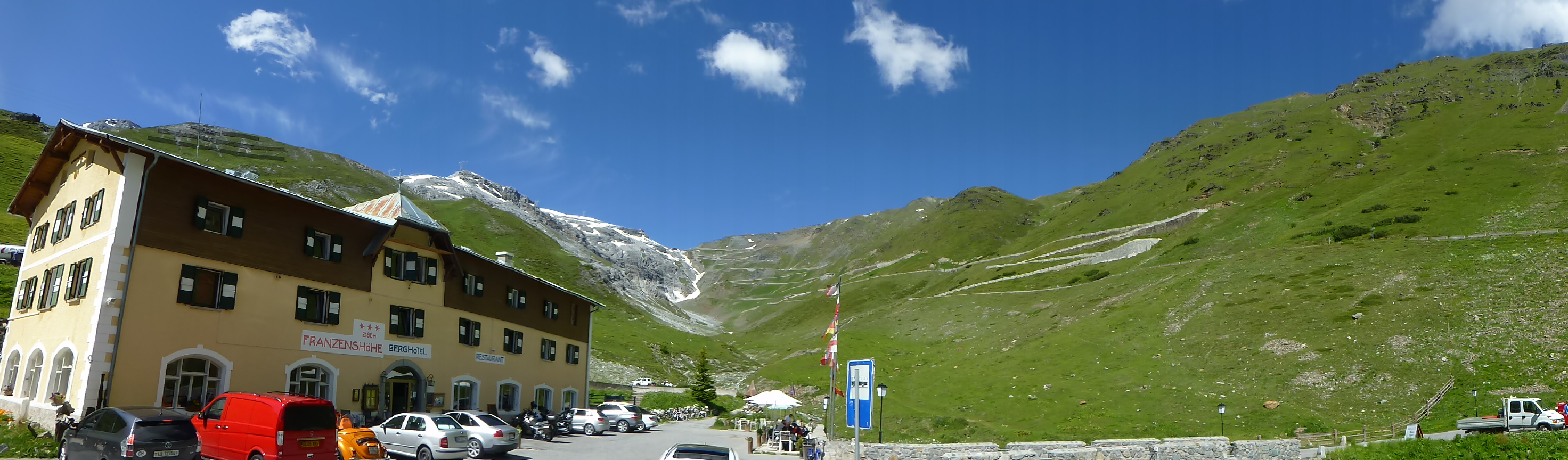
A Trafoi-völgy a Stilfser Jochnál (2014. július 16.)